# Martin Dreyer (Schriftsteller)

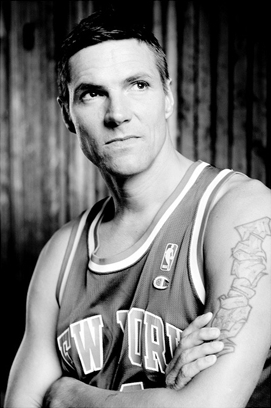
Martin Dreyer (2008)

Martin Dreyer (* 27. Februar 1965 in Hamburg) ist Schriftsteller und freikirchlicher Theologe. Er gründete die Jesus Freaks und ist Initiator des Projekts Volxbibel.

## Leben
Martin Dreyer ist der Sohn von Rosemarie und Ulrich Dreyer. Er besuchte die Grundschule Hinsbleek in Hamburg-Poppenbüttel und das Gymnasium Hummelsbüttel, an dem er 1985 das Abitur ablegte. Nach dem Wehrdienst studierte er zunächst an der Universität Hamburg Biologie und Theologie auf Lehramt, brach dieses Studium aber nach einem Jahr ab. Von 1991 bis 1995 machte er eine Pastorenausbildung am Anskar-Kolleg der Anskar-Kirche in Hamburg und wurde 1995 als Pastor ordiniert. Parallel machte er 1991/92 am Institut für Weiterbildung und Psychotherapie Hamburg (IWPH) eine Ausbildung als therapeutischer Berater im Drogen- und Suchtbereich. Von 1990 bis 1991 war er als Missionar bei der Jugendorganisation Youth With A Mission in Amsterdam tätig.
1992 gründete er in Hamburg den christlichen Jugendverein Jesus Freaks, den er bis 1998 als Pastor und erster Vorsitzender leitete. 1994 wurde er vom evangelikalen Nachrichtenmagazin ideaSpektrum dafür zum Christen des Jahres gewählt. Von 1996 bis Februar 2001 war er als therapeutischer Berater in der Ambulanten Drogenhilfe Palette e. V. in Hamburg beschäftigt.
Ab 2001 studierte er an der Universität zu Köln Diplompädagogik mit dem Schwerpunkt Beratungsmethoden und Sozialpädagogik und schloss sein Studium im Juni 2007 ab. Von 2002 bis 2009 arbeitete er als pädagogischer Mitarbeiter im Jugendzentrum Köln-Sülz und war seit März 2004 pädagogischer und technischer Leiter des Internetcafés für Jugendliche JuxJu in Köln-Junkersdorf. Er ist überwiegend als freier Theologe und Autor tätig und hält Lesungen und Predigten in Gemeinden in Deutschland.
2005 veröffentlichte er die Volxbibel, eine freie Übersetzung des Neuen Testamentes in eine leicht verständliche, unreligiöse Sprache. Die Volxbibel ist die erste Bibel weltweit, die auf einer Wikiplattform im Internet von angemeldeten Usern weiterentwickelt werden kann. Auf der christlichen Künstlermesse Promikon im März 2006 wurde Dreyer für die Volxbibel und das damit verbundene Wiki-Konzept von einer Jury mit dem Award für Initiative und Vision ausgezeichnet.
Von Anfang 2008 bis Ende 2009 arbeitete Dreyer auf der Wiki-Plattform am Alten Testament, das in zwei Bänden erschien (Band 1 im Mai 2009, Band 2 im Mai 2010 in Zusammenarbeit mit Droemer-Knaur). Im Mai 2010 erhielt er für das Volxbibel-Wiki den WebFish in Silber der EKD. 2012 wurde die 4.0-Fassung exportiert und als Gesamtausgabe (AT und NT in einem Band) veröffentlicht. Zurzeit geht man von einer Gesamtauflage von einer halben Million Volxbibeln aus. Die Volxbibel wurde von evangelikalen Kreisen stark kritisiert.
2011 brachte Dreyer seine Autobiographie mit dem Titel Jesus-Freak. Leben zwischen Kiez, Koks und Kirche im Pattloch Verlag München heraus.
In seinem Titel Der Panik-Pastor (2021 im SCM Verlag erschienen) thematisiert der Schriftsteller seine Panikattacken vor Auftritten, unter welchen er zeit seines Lebens zu leiden hatte.
Von Mitte November bis Mitte Dezember 2014 war Dreyer in der auf fünf Folgen angelegten SAT.1-Serie Hochzeit auf den ersten Blick als Seelsorger zu sehen. In dem Format werden Menschen von Experten ausgesucht, die standesamtlich heiraten, ohne sich vorher zu kennen. SAT.1 kündigte Anfang 2015 eine Fortsetzung der Serie an. Zur zweiten Staffel stieg Dreyer aus dem Format aus.
Von Januar 2019 an arbeitet Dreyer als Lehrer an einer Fachschule für Erzieher und Sozialassistenten in Berlin. Nach sechs Jahren wechselte er aber die Schule und hat nun seit März 2025 eine Anstellung als Sozialpädagogische Berater und Lehrer an der katholischen Schule für Gesundheitsberufe Berlin.
Seit 2025 hat sich Dreyer von seinem internationalen Predigtdienst zurückgezogen, veröffentlicht aber weiterhin Bücher als Autor.
Dreyer hat mit Rahel Dreyer zwei Kinder und lebt zurzeit in Berlin.

## Kritik
Schon vor der Veröffentlichung seiner Volxbibel gab es massive Kritik aus konservativen Kreisen für sein Buch. So entwarf Waldemar Grab 2006 auf seiner Webseite nein-zur-volxbibel.de einen Sieben-Punkte-Plan, wie der Verkauf der Volxbibel gestoppt werden könnte. Der christliche Pressespiegel Zeltmacher gab 2005 eine Erklärung und Unterschriftenliste heraus mit dem Titel Gott lässt sich nicht spotten. Es wurde gefordert, alle Volxbibeln vom Markt zu nehmen und öffentlich Buße zu tun. 1500 Unterschriften unterstützten dieses Anliegen.
Nach eigenen Aussagen wurde Dreyer bereits in einem Freikirchlichen Gottesdienst von einem Besucher „dem Satan übergeben“.
Die Teilnahme Dreyers als Experte für die auf SAT1 ausgestrahlte Sendung Hochzeit auf den ersten Blick wurde von verschiedenen christlichen Stellen kritisiert. So schrieb der katholische Theologe und Autor Johannes Hartl, „Christen [sollten] nie an etwas teilnehmen, was das biblische Zeugnis verdunkele“. Margot Käßmann kritisierte ihn in einem Interview mit dem Stern Magazin: „Die Ehe ist definitiv kein Spaß für eine kurze Fernsehunterhaltung.“ Einige Gemeinden sagten bereits geplante Veranstaltungen mit Dreyer aufgrund seiner Teilnahme an der Sendung wieder ab.

## Veröffentlichungen
Bücher
- Jesus rockt, Pattloch Verlag München 2011, ISBN 978-3-629-02285-1
- Jesus-Freak. Leben zwischen Kiez, Koks und Kirche, Pattloch Verlag, München 2012, ISBN 978-3-629-02306-3
- The core of live. Das Evangelium, Kern der Bibel. AALEXX, Burgwedel 2013, ISBN 978-3-940326-77-5 (Mit Alexander E. Thomas).
- God around the clock. Die 24-Stunden-Bibel, Pattloch Verlag, München 2014, ISBN 978-3-629-02306-3
- Martin Reloaded. Luthers Schriften für alle. 1. Auflage. SCM R. Brockhaus, Witten 2015, ISBN 978-3-417-26585-9 (Mit Illustrationen von Sebastian Reichardt).
- Martin Dreyer: Der vergessene Jesus. Auf keinen Fall von gestern und auf jeden Fall von heute. Hrsg.: Random House. 1. Auflage. Gütersloher Verlagshaus, Gütersloh 2016, ISBN 978-3-579-08530-2, S. 254.
- Martin Dreyer: Panik-Pastor: Wie Gott mir meine Angst nahm. Hrsg.: SCM R. Brockhaus. 2. Auflage. SCM R. Brockhaus, Witten 2021, ISBN 978-3-417-26964-2, S. 288.

Volxbibel
- Die Volxbibel – Neues Testament, Volxbibel-Verlag, Holzgerlingen 2005, ISBN 3-9810656-0-3
- Die Volxbibel – Das Anwenderhandbuch, Volxbibel-Verlag, Holzgerlingen 2006, ISBN 3-9810656-1-1
- Die Volxbibel – Johannes-Evangelium , Volxbibel-Verlag, Holzgerlingen 2006, ISBN 3-9810656-4-6
- Die Volxbibel: das Hörbuch, Volxbibel-Verlag, Holzgerlingen 2006, ISBN 3-9810656-2-X
- Die Volxbibel 2.0 – Neues Testament, Volxbibel-Verlag, Holzgerlingen 2007, ISBN 3-9810656-3-8
  - Diverse weitere Ausgaben mit anderem Cover: ISBN 978-3-940041-00-5. / Sonderausg. „Dornenkrone“, 2008, ISBN 978-3-940041-02-9 / Sonderausg. „Ornamente“, 2008, ISBN 978-3-940041-01-2 / Pattloch Verlag, München 2008, ISBN 978-3-629-01103-9
- Die Volxbibel 3.0 Reloaded – Neues Testament, Volxbibel-Verlag, 2009, ISBN 978-3-940041-08-1
- Die Volxbibel 3.0 – Reloaded – Neues Testament, Pattloch Verlag, München 2009, ISBN 3-629-01103-9
- Die Volxbibel 4.0 – Neues Testament, Volxbibel-Verlag, Holzgerlingen 2013, ISBN 978-3-940041-17-3
- Die Volxbibel – Altes Testament Band 1, Pattloch Verlag, München 2009, ISBN 978-3-629-01101-5
- Die Volxbibel – Altes Testament Band 1. Volxbibel-Verlag, Holzgerlingen 2009, ISBN 978-3-940041-03-6 (Motiv Zigarettenschachtel: ISBN 978-3-940041-05-0).
- Die Volxbibel – Altes Testament Band 2, Pattloch Verlag, München 2010, ISBN 978-3-629-01102-2
- Die Volxbibel – Altes Testament und Neues Testament. Volxbibel-Verlag, Holzgerlingen 2012, ISBN 978-3-940041-14-2 (Auch im Pattloch Verlag, München mit der ISBN 978-3-629-13013-6).
- Die Volxbibel – Gesamtausgabe, Volxbibel-Verlag, Holzgerlingen 2012, ISBN 978-3-940041-12-8
- Die Volxbibel 4.0 Reloaded – Neues Testament, Volxbibel-Verlag, Holzgerlingen 2013, ISBN 978-3-940041-17-3
- Volxbibel – next level, Volxbibel-Verlag, Holzgerlingen 2023, ISBN 978-3-417-02031-1.

Herausgeberschaft
- Woran glaube ich? Beltz & Gelberg Verlag, Weinheim 2012, ISBN 978-3-407-75356-4

Beiträge (Auswahl)
- Vorwort und Nachwort. In: Jesus Freaks, R. Brockhaus-Verlag, 3. Auflage 1997, ISBN 3-417-20855-6
- Mein Leben hat gerade erst angefangen. In: 1965, R. Brockhaus-Verlag, 3. Auflage 2005, ISBN 3-417-24895-7
- Wir stehen zu dir, auch in schwierigen Zeiten. In: Das haben meine Eltern gut gemacht, R. Brockhaus-Verlag, 2004, ISBN 3-417-24870-1
- Die Volxbibel. Weil Sprache sich verändert. In: Bibelübersetzungen als Wissenschaft. Aktuelle Fragestellungen und Perspektiven. Deutsche Bibelgesellschaft, Stuttgart 2012, ISBN 978-3-438-06247-5 (Herausgegeben von Eberhard Werner).
- 24 Tage im Leben einer Teenagerin. In: Weihnachtswundernacht. 24 Erzählungen für die schönste Zeit des Jahres. Brendow, Moers 2012, ISBN 978-3-86506-405-9, S. 41–48 (Herausgegeben von Thomas Klappstein).
- Liebe. In: Nicht alltäglich 182 ½ außergewöhnliche Andachten, Brendow, Moers 2012, ISBN 978-3-86506-329-8, S. 38–64